# Discovery HD
Discovery HD é um canal de televisão por assinatura internacional lançado em 2005 pela Discovery Communications que trasmite a programação do canal Discovery Channel em HD (high-definition).

## História
O Discovery HD (agora Discovery HD World na Ásia-Pacífica) foi lançado primeiramente na Coreia do Sul em fevereiro de 2005 com um bloco de programação. Em dezembro de 2005, o Discovery HD do Japão e o Discovery HD do Canadá (atualmente denominado Discovery World HD) foi lançado como canais 24 horas.

### Cronologia
- Em fevereiro de 2006 o canal foi lançado na Alemanha e na Áustria na TV via satélite Sky Germany.

- Em maio de 2006 foi lançado no Reino Unido e Irlanda na Sky Digital, com o lançamento do Sky+ HD.

- Em outubro de 2006, na Polónia na plataforma n e Holanda.

- Em 1º de novembro de 2006 nos países nórdicos quando o a empresa Canal Digital lançou seu pacote HD na Suécia, com a Dinamarca, a Finlândia e a Noruega na sequência em 2007.

- Em 18 de janeiro de 2007 em Singapura na TV StarHub.

- Em 31 de janeiro de 2008 em Hong Kong na Now TV.

- Em 2008 na Rússia na NTV Plus.

- Em 1º março de 2009 na Coreia do Sul pela Skylife.

- Em 1º de abril de 2009, na República Checa na Sky Link como Discovery HD Showcase.

- Em junho de 2008 na Austrália na Foxtel HD+ e na Turquia pela HD-Smart.

- Em maio de 2009 nas Filipinas pela SkyCable.

- Em julho de 2009 na Itália na Sky Italia.

- Em dezembro de 2009 no África do Sul pela DStv.

- Em fevereiro de 2010 na Arábia pela Orbit Showtime.

- Em fevereiro de 2010 na Índia como Discovery HD World India.

- Em 5 de março de 2010 na Índia na Sun Direct DTH.

- Em 1º de abril de 2010 no Reino Unido pela Virgin Media.[2]

- Em 2 de junho de 2010 em Portugal, pela ZON (atualmente NOS) como Discovery HD Showcase.

- Em 1º de setembro de 2010 na Roménia na UPC Romania como Discovery HD Showcase.

- Em 6 de setembro de 2010 em Portugal na Cabovisão como Discovery HD Showcase.

- Em 12 de dezembro de 2012 o canal é lançado no Brasil em simulcast com o Discovery Channel.[3]

- Em 14 de dezembro de 2012 na Bósnia e na Herzegovina pela Logosoft como Discovery HD Showcase.